# Кодама (дух)

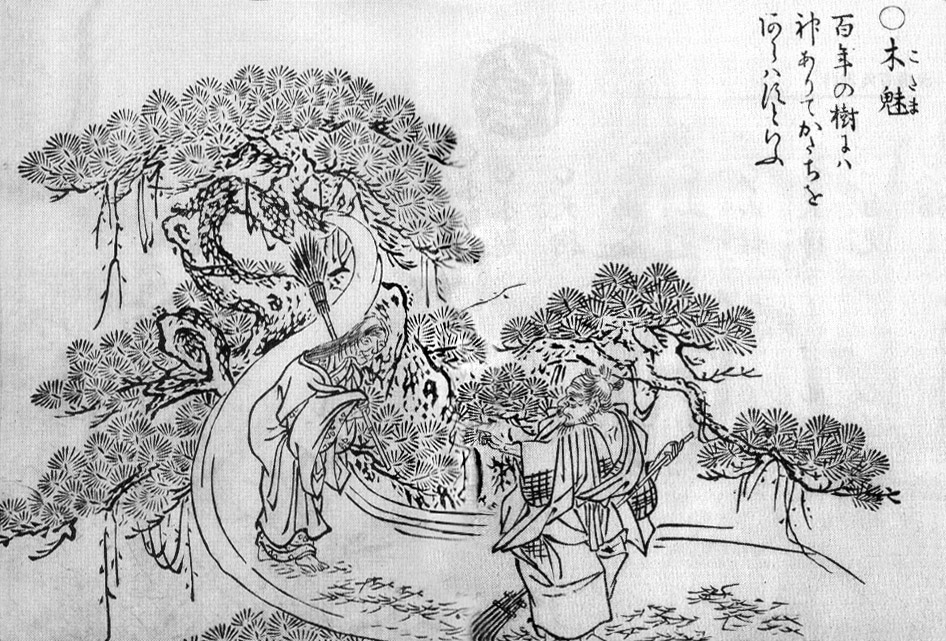
Зображення «Кодами» в Ґадзу хяккі-яґйо за авторством Торіями Секіен.

Кодама (木霊, 木魂 чи 木魅) — духи в японському фолькльорі, що живуть в деревах. Цим самим терміном називають дерево, в якому начебто живе Кодама. Деколи цим духам приписують повторні ехо в гірських долинах, у цьому випадку ехо теж можуть називати «кодамою».

## Фольклор

### Опис

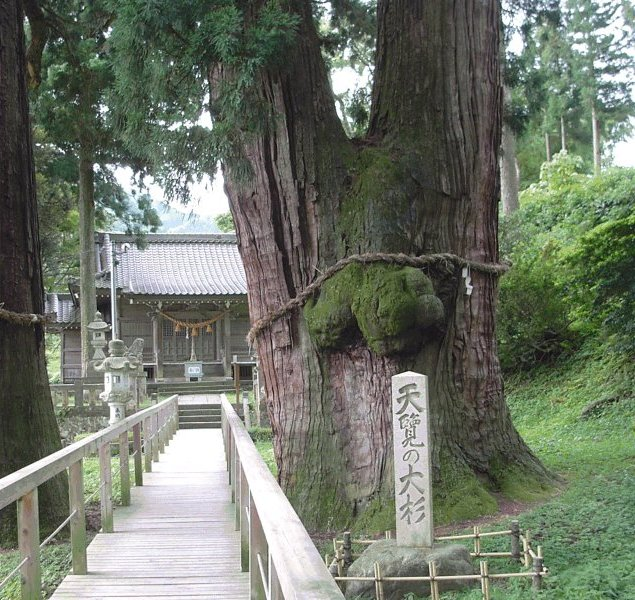
Величні Суґі (Криптомерія японська) в Кайяно з мотузкою шіменава.

Зазвичай Кодама проживали в гірських долинах у деяких видах дерев. Дерево з Кодамою зовнішньо не відрізняється від звичайного, але якщо хтось намагатиметься зрубати його, то буде проклятий. Знання про ці дерева передавались з покоління в покоління місцевими жителями, а саме дерево захищалось.Якщо зрубати дерево з Кодамою, то можна стати проклятим чи нещасним і такі дерева часто позначались перев'язкою шіменава.

### Згадки в літературі
Вперше «деревний дух» згадується в хроніці Кодзікі, датованій 712 роком, у вигляді бога дерев Куконочі-но-Камі. А сама назва Кодама (古多万) в значенні деревного бога записана в словнику Вамьо Руйдзюсьо в 900-х роках. У Повісті про Ґендзі згадується, що Кодама може бути близьким до йокаїв: «чи це є оні, чи бог (Камі), чи лис (Кіцуне), а чи деревний дух (Кодама)». Також існують розповіді в яких Кодама з'являється в вигляді атмосферних вогнів і тварин, є навіть історія про Кодаму, який, закохавшись, сам перевтілився в людину.
У збірці зображень йокаїв Ґадзу хяккі-яґйо (1776 рік) авторства Торіями Секіен під заголовком «Кодама» 木魅 зображені старі чоловік і жінка поблизу дерев, а також вказано, що коли дерево проживе 100 років, священний дух поселиться в ньому, показавши себе. Згідно з настановами Синто «Рейкікі», написаних у 13-му столітті, Кодама можуть бути знайдені глибоко в горах, вони деколи говорять, і особливо їх чути, коли людина конає.

### Інші традиції
На островах Ідзу, зокрема на Аоґасімі біля великих стовбурів Криптомерії (Суґі) досі існують святилища, де вшановують духів з іменами «Кідама-сама» і «Кодама-сама». На острові Хатідзьо в селі Міцуне існувала традиція проводити фестиваль задобрення деревних духів «кідама-сама» після повалення великого дерева.
На Окінаві деревні духи називаються «кінуші». Коли треба зрубати дерево, то, щоб уникнути проклять, належить помолитись «кінуші». Також існує повір'я: якщо вночі чути ехо, що нагадує звук падіння дерева — це останній крик «кінуші» що зникає, після чого його дерево засохне. Йокай Кіджімуна з фольклору Окінави теж деколи може згадуватись як підвид «кінуші» чи його персоніфікація.